# کنیسه ملا داوید
کنیسه ملا داوید مربوط به دوره قاجار است و در اصفهان، محله جوباره، خیابان کمال، مقابل مقبره کمال الدین اسماعیل واقع شده و این اثر در تاریخ ۲۰ اردیبهشت ۱۳۸۶ با شمارهٔ ثبت ۱۹۰۳۶ به‌عنوان یکی از آثار ملی ایران به ثبت رسیده است.